# Guillermo Bellod Lucas
Guillermo Bellod Lucas (Orihuela, 6 de marzo de 1940-Valencia, 15 de febrero de 2012) fue un pintor español.

## Biografía
Bellod nació en Orihuela (Alicante) el 6 de marzo de 1940. Realizó sus estudios secundarios en los jesuitas de Orihuela. Inició la carrera de Medicina en la Universidad de Valencia, fue durante sus clases de Anatomía, al dibujar disecciones de cadáveres, cuando despertó su vocación artística. Abandonó la Medicina en 1963 para matricularse en la Escuela de Bellas Artes de San Fernando, en Madrid.
En 1967, Bellod recibió la Beca de Paisaje de la Fundación Rodríguez Acosta en Granada, lo que marcó el inicio de su formación artística profesional. Durante esta etapa, realizó numerosos viajes a Francia, Alemania e Italia para completar su formación. Fue nombrado académico por la Academia Pontzen de Ciencias, Artes y Letras de Nápoles, Italia.
En 1972, comenzó su labor docente en la Escuela de Artes Aplicadas y Oficios Artísticos de Orihuela, y se trasladó en 1983 a la Escuela homóloga de Valencia, donde continuó hasta su jubilación.

## Trayectoria Artística
Primera etapa (1965-1974)

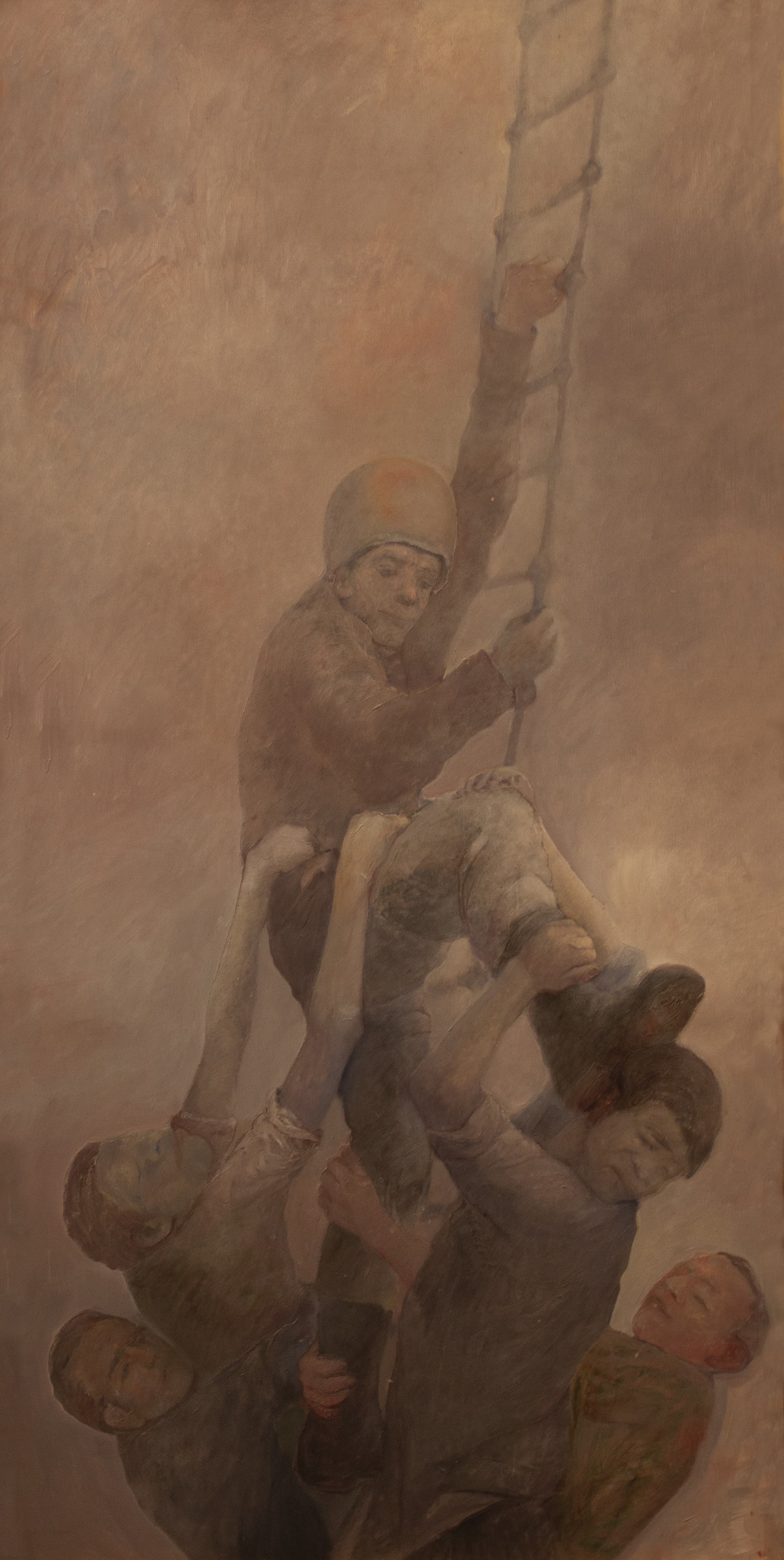
El ascenso. (1972) Pintura al óleo.

- 1967. Exposición colectiva en la Fundación Rodríguez- Acosta, Granada.
- 1971.Galería Edurne, Madrid.
- 1973. Galería Cité, Valencia.
- 1974. Exposiciones individual y colectiva “Refuses”, Galería Heller, Madrid.
- 1974. Colectiva del Semanario “Blanco y Negro”
- 1974. Caracas (Venezuela). Galería Rialven. “Realismo fantástico en España”.
- 1974. Itinerante por Europa, patrocinada por el Ministerio de Asuntos Exteriores.
- 1974. V Bienal del Deporte en las Bellas Artes, Barcelona.
- 1974. Es invitado por el Ministerio de Asuntos Exteriores español a participar en la exposición “El Realismo en la Pintura actual española”, a celebrar en el Museo Puskin de Moscú, exposición finalmente no celebrada.

En febrero de 1976, Guillermo Bellod presentó su obra en una exposición en Madrid, acompañada de un catálogo en el que el crítico e historiador del arte Raúl Chávarri destacó las cualidades únicas de su pintura. Chávarri así lo describió: "El artista emplea una materia muy tenue, un color con el que apunta y delimita las precarias fronteras de la realidad y un sentido de la composición del ritmo de la imagen y de su expresión que hacen de él uno de los grandes artistas de nuestra pintura contemporánea."
Además, Chávarri subrayó la atmósfera emocional que envuelve las obras de Bellod:

“La capacidad de soñar y al mismo tiempo que estos sueños no hagan del hombre un esclavo. Es esta quizá una de las características más significativas de la actitud plástica y humana de Bellod: el hecho de no dejarse subyugar ni por el sueño ni por la realidad, buscando por el contrario una posición separada de ambos, mediatriz de la realidad inexorable y del sueño que enajena.”
Raúl Chávarri 

Segunda etapa (1975-1988)

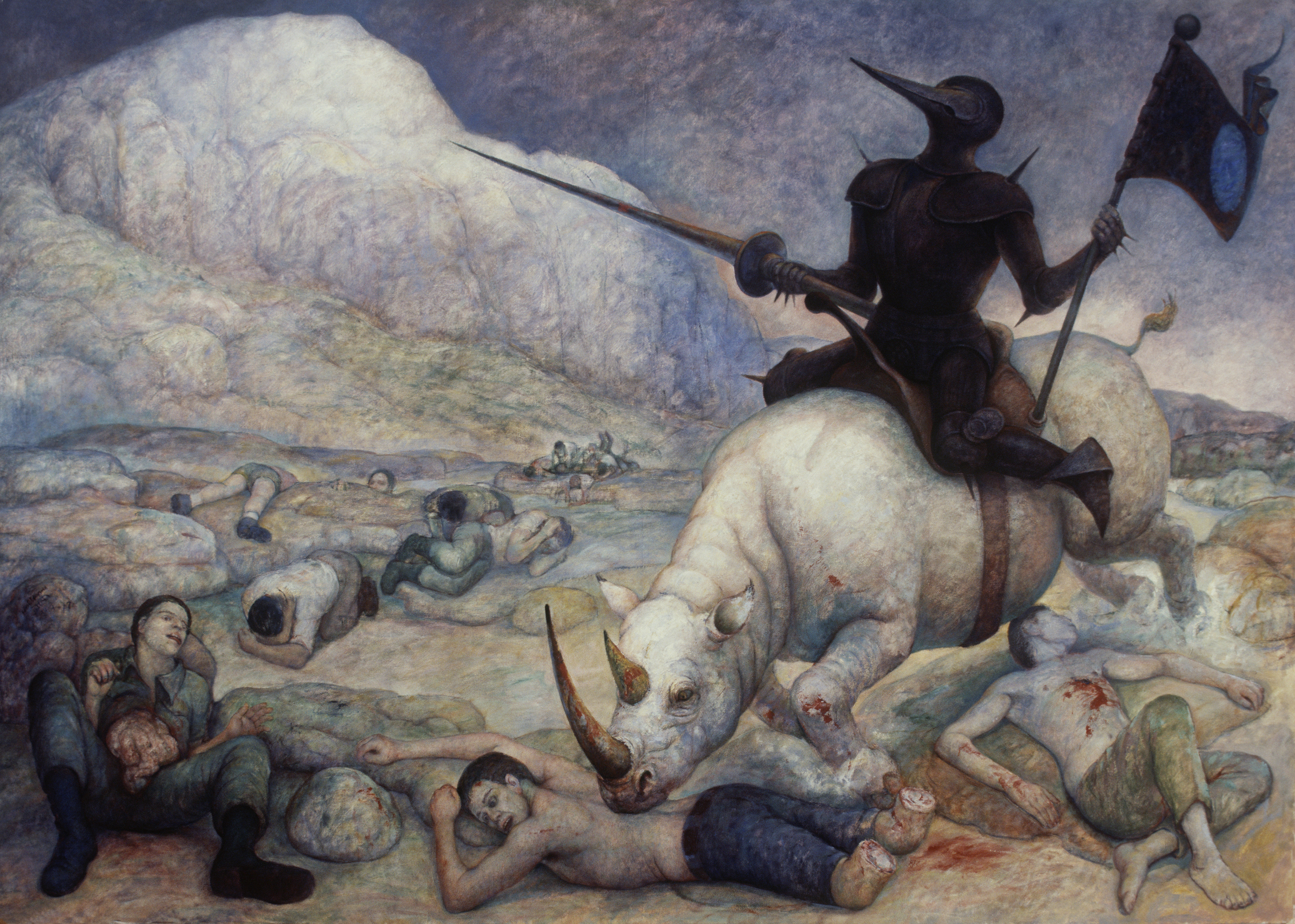
La guerra. (1978) Pintura al óleo.

- 1975 Murcia. I Certamen Nacional de la Caja de Ahorros de Alicante y Murcia.
- 1976 Alicante. Galería Rembrant. Colectiva.
- 1977 Madrid. I Certamen Internacional de la Cámara de Comercio e Industria.
- 1978 Orihuela. Exposición colectiva homenaje a Miguel Hernández. Ayuntamiento de Orihuela.
- 1978 Murcia. Colegio de Arquitectos. Colectiva.
- 1980 París (Francia). Salón de las Naciones.
- 1988 Orihuela. Galería Juan de Juanes.

En abril de 1979, Guillermo Bellod presentó su obra en la Galería Heller, donde el crítico de arte Antonio Manuel Campoy analizó su estilo en el marco de la exposición. Campoy describió la obra de Bellod como una exploración compleja y simbólica de la condición humana, alejándose de visiones ingenuas o simplistas:

"No es Guillermo Bellod un pintor de paraísos ingenuos. Por eso es cabalmente todo lo contrario a un pintor naif. En Bellod (cuya imaginación es muchísimo más complicada de lo que parece y parece mucho) la idea del paraíso se sugiere más bien como una búsqueda, como la búsqueda de la liberación, del pecado que nos arrojó del paraíso."
Antonio Manuel Campoy 

Tercera etapa (1989-2012)

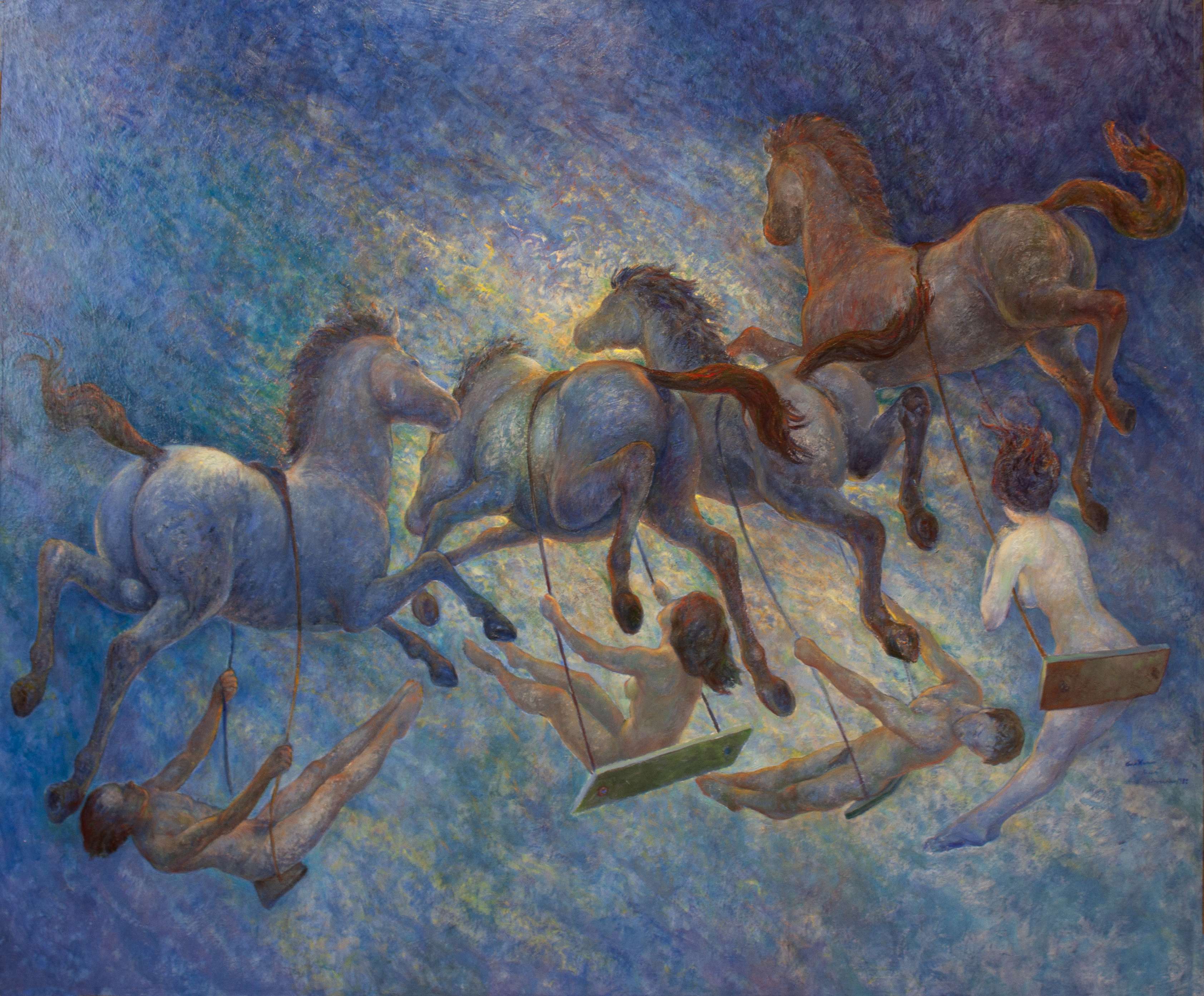
Jinetes de la vida (1989) Pintura al óleo.

- 1989 Alicante. Galería Juan de Juanes.
- 1990 Orihuela. Galería Juan de Juanes.
- 1991 Alicante. Galería Juan de Juanes.
- 1992 Sevilla. Obra seleccionada en el Premio Ybarra 92 y exposición colectiva

en el Monasterio de Santa Inés, una de las sedes oficiales de la Expo 92.
- 1992 Alcoy. Exposición individual en el Centro Cultural.
- 1992 Valencia. Exposición colectiva “Sida, entre el Arte y la Información”.

Universidad Politécnica.
- 1994 Orihuela. I Bienal de Pintura de la Caja de Ahorros del Mediterráneo. Sala de exposiciones.
- 1995 Orihuela. Sala de exposiciones de la Caja de Ahorros del Mediterráneo.
- 2010 Exposición en la casa de Miguel Hernández en el aniversario de su nacimiento.

En junio de 1992, Guillermo Bellod presentó su obra en el Centre Cultural de Alcoy 

, donde fue introducida por el crítico e historiador de arte Adrián Espí Valdés. En su análisis, Espí Valdés destacó la capacidad del artista para crear un universo simbólico único y personal, describiéndolo como una "cosmogonía muy específica y hecha por él mismo y ya formada con sus propias leyes." Según el crítico, Bellod ha desarrollado un lenguaje artístico cargado de elementos fantásticos y simbólicos que se entrelazan en sus composiciones:

"Ha llegado a inventarse todo un bestiario dentro de un marco de libertad, de símbolos de inocencia, de actitud gestual, donde las miradas se cruzan y se pierden, las imágenes se multiplican, la luz nos ciega y las horas se detienen."
Adrián Espí Valdés 

## Obra destacada
- 1969 – El hombre del hielo (óleo sobre tabla, 130 × 81cm)
- 1970– La escalera cortada (óleo sobre tela, 83 × 100,5 cm)
- 1970 – La viga (óleo sobre tabla, 140 × 92 cm)
- 1971 – La beata (óleo sobre tabla, 130 × 81cm)
- 1972 – La excavadora (óleo sobre tabla, 65 × 105 cm)
- 1972 - Desguace (óleo sobre tabla, 130 × 81cm)
- 1972 – El Atril (óleo sobre tela, 73 × 120 cm)
- 1975 – El velatorio  (óleo sobre tabla, 130 × 100 cm)
- 1975 – La taberna (óleo sobre tabla, 125 × 85 cm)
- 1975 – Pareja en remanso (óleo tabla, 130 x 110)
- 1975 – La pesca 1975 (óleo sobre tabla, 230 x 140 cm)
- 1975 – La estaca (óleo sobre tabla, 240 x 190 cm)
- 1975 – El abrazo (óleo sobre tabla, 190 x 88 cm)
- 1975 – Mujer con caballo (óleo sobre tabla, 110 x 85 cm)
- 1976 – El mirador (óleo sobre tabla, 240 x 130 cm)
- 1977 – Autorretrato con caballo (óleo sobre tabla, 100 x 85 cm)
- 1977 – La pértiga (óleo sobre tabla, 220 x 90 cm)
- 1978 – La cascada (óleo sobre tabla, 140 x 75cm)
- 1978 – Isaías 11 (óleo sobre tabla, 240 x 278 cm)
- 1978 – La guerra (óleo sobre tabla, 220 x 180 cm)
- 1979 – El remolino (óleo sobre tabla, 180 x 85cm
- 1980 – La estampida (óleo sobre tabla 300 x 160)
- 1980 – La perla (óleo sobre tabla, 230 x 190 cm)
- 1981 – El poder del poder (óleo sobre tabla,160 x 130 cm)
- 1984 – Cuatro jinetes del Apocalipsis (óleo sobre tabla,190 x 165 cm)
- 1986 – Diluvio universal (óleo sobre tabla; 160 x 112 cm)
- 1988 – Autorretrato de una locura (óleo sobre tabla, 240 x 190 cm)
- 1989 – Adán y Eva (óleo sobre tabla, 230 x 195 cm)
- 1989 – Jinetes de la Vida (óleo tabla, 195 x 175 cm)
- 1989 – Lázaro (óleo sobre tabla, 145 x 105 cm)
- 1990 – Juegos en la playa (óleo sobre tabla,160 x 120 cm)
- 1990 – Ofelia (óleo sobre tabla, 85 x 65 cm)
- 1990 – La barca del matrimonio (óleo sobre tabla, 175 x 145 cm)
- 1990 – Mono y caballo (óleo sobre tabla, 190 x 165 cm)
- 1991 – Duelo (óleo sobre tabla, 185 por 165 cm)
- 1991 – Descanso (óleo sobre tabla, 60 x 46 cm)
- 1992 – Ángeles y sirenas (óleo sobre tabla, 190 x 65 cm)
- 1993 – Mujeres volando (óleo sobre tabla, 185 x 135 cm)
- 1994 – La tentación de San Andrés (óleo sobre tabla, 165 x145 cm)
- 1995 – Caballo y cortina (óleo sobre tabla, 156 x102 cm)
- 1995 – Almadraba
- 1996 – Arlequín (óleo sobre tabla,56 por 35 cm)
- 1997 – Cardenal Loaces (óleo sobre tabla, 185 x165 cm)
- 1998 – Zodiaco (óleo sobre tabla 230 x 185 cm)